# بهرام غوشناسب
بهرام غوشناسب، المعروف في المصادر البيزنطية باسم برجوسناس، كان ضابطًا عسكريًا إيرانيًا من بني مهران.
تم ذكره لأول مرة في تاريخ غير معروف، حيث قام بحملة ضد الحميريين، وكانت ناجحة جدًا؛ تمكن من القبض على الملك الحميري سناتورسيس ونهب عاصمته وأسر العديد من الأسرى. تم ذكره لاحقًا في عام 573، كرئيس للحامية الساسانية في مدينة نصيبين المهمة، عندما حاصرها القائد البيزنطي مارقيان. بمساعدة العديد من القبائل الأخرى، حارب بهرام غوشناسب مارقيان في سارجاثون، وهو مكان قريب من نصيبين. ولكنه هُزم ولم يذكر في أي مصدر بعد ذلك.
ومن المعروف أن لديه عدة أطفال أسمائهم مردانسينا، وكرديا، وكرديه. أشهر أبنائه هو بهرام جوبين، الذي شغل فيما بعد مناصب عليا في الدولة الساسانية، وتمكن حتى من الإطاحة بالملك الساساني نفسه في 590–591.